# Gain moyen quotidien
Pour les articles homonymes, voir GMQ.
Le gain moyen quotidien ou GMQ est un indicateur de croissance des animaux utilisé en zootechnie. Il représente la vitesse de croissance d'un animal. Il sert à la surveillance des performances en nutrition animale essentiellement dans les élevages.

## Définition
Le gain moyen quotidien se définit comme la masse que gagnera ou perdra en moyenne chaque jour un animal sur une période donnée. Il s'exprime le plus souvent en g/jour ou en kg/jour. 
Le GMQ peut aussi se définir pour un lot d'animaux, c'est-à-dire un ensemble d'animaux.

## Calcul

### Par pesée
Soient {\displaystyle Masse_{d}} et {\displaystyle Masse_{f}} respectivement les masses en grammes au début et à la fin d'une période {\displaystyle t} en jours. Le GMQ se calcule de la façon suivante :
{\displaystyle GMQ={Masse_{f}-Masse_{d} \over t}}.  

### À partir d'une courbe de croissance
Une autre façon de calculer le GMQ se fait à partir de la courbe de croissance de l'animal considéré . Soit {\displaystyle P} la fonction de croissance d'un animal, c'est-à-dire la fonction associant à chaque instant {\displaystyle t} la masse de l'animal. Le GMQ se définit alors comme la dérivée de P par rapport au temps, soit :
{\displaystyle GMQ={dP \over {dt}}}

## Utilisations
Le GMQ sert tout d'abord à évaluer la croissance d'un animal à différents moments de sa vie. Il sert aussi à comparer les performances des races entre elles, particulièrement des races allaitantes. Le GMQ est aussi utilisé pour identifier et quantifier l'effet des paramètres d'élevage ou de la santé d'un animal sur ses performances.